# Méthode d'alto (Cupis)
Il Méthode d'alto précédé d'un abrégé des principes de musique de differents airs nouveaux dont plusieurs avec variation et terminée par un long caprice ou étude è un trattato didattico per viola pubblicato da Jean Baptiste Cupis. Il frontespizio originale non è datato, ma diverse edizioni sono state pubblicate probabilmente prima del 1788.
Dopo una introduzione che copre le prime nove pagine, l'autore espone il modo di tenere lo strumento, raccomandando di appoggiare la viola contro il petto, tenendola leggermente inclinata sul lato delle corde acute e con il mento sul lato dei bassi, tenendo il braccio sinistro più vicino possibile al fondo per consentire alle dita di muoversi comodamente sulla quarta corda. A differenza del precedente trattato di Corrette, Cupis indica di tenere l'arco non alla maniera francese, ma con il pollice sulla bacchetta, tenendo le dita a tre o quattro centimetri l'una dall'altra con il pollice al centro. Cupis suggerisce di tirare l'arco a un pollice di distanza dal ponte, tenendo la bacchetta inclinata verso la tastiera e alzando il braccio.
Per quanto riguarda la mano sinistra, Cupis propone esempi di diteggiatura solo nelle prime tre posizioni, sconsigliando lo studio delle posizioni superiori agli studenti giovani, in quanto ritenute difficoltose, e si sofferma inoltre sull'importanza della mezza posizione, della quale fornisce esempi. Il trattato contiene anche quattordici duetti per due viole e termina con un capriccio per viola e basso, che contiene tipici esempi di difficili passaggi tecnici propri della musica del periodo barocco e classico, con salti di corda, doppie corde, bariolage e arpeggiati.